# Kurt Helbig
Kurt Helbig   (Rödlitz, 28 de juliol de 1901 - Plauen, 30 de gener de 1975) fou un aixecador alemany que va competir durant la dècada de 1920 i 1930.
El 1928 va prendre part en els Jocs Olímpics d'Amsterdam, on guanyà la medalla d'or en la prova del pes lleuger, per a aixecadors amb un pes inferior a 67,5 kg, del programa d'halterofília. Tot i haver-se classificat per disputar els Jocs de Los Angeles, no hi va poder participar perquè la federació alemana no tenia diners per pagar el llarg desplaçament fins a Amèrica.
En el seu palmarès també destaca el Campionat d'Europa d'halterofília del pes mitjà de 1930 i dues medalles de plata i una de bronze del pes lleuger el 1931, 1933 i 1929 respectivament. Altres èxits destacats foren quatre campionats nacionals i 7 rècords del món.